# Brygida Maria Postorino
Brigida Maria Postorino (ur. 19 listopada 1865; zm. 30 marca 1960) – włoska Służebnica Boża Kościoła katolickiego.

## Życiorys
Pochodziła z religijnej rodziny. Była zakonnicą, a w dniu 6 listopada 1898 roku założyła instytut Córek Maryi Niepokalanej. W 1908 roku, w Reggio di Calabria doszło do trzęsienia ziemi, które wyrządziło dużo zniszczeń. W dniu 27 stycznia 1909 roku została przyjęta na audiencji u papieża Piusa X, który zaoferował jej swoją pomoc. Zmarła 30 marca 1960 roku w opinii świętości. W 25. rocznicę jej śmierci, w dniu 30 marca 1985 roku rozpoczął się jej proces beatyfikacyjny.